# Erin (Nueva York)
Erin es un pueblo ubicado en el condado de Chemung en el estado estadounidense de Nueva York. En el año 2000 tenía una población de 2,054 habitantes y una densidad poblacional de 17.9 personas por km².

## Geografía
Erin se encuentra ubicado en las coordenadas 42°11′1″N 76°40′31″O / 42.18361, -76.67528.

## Demografía
Según la Oficina del Censo en 2000 los ingresos medios por hogar en la localidad eran de $41,795, y los ingresos medios por familia eran $44,032. Los hombres tenían unos ingresos medios de $31,635 frente a los $21,520 para las mujeres. La renta per cápita para la localidad era de $16,747. Alrededor del 7.5% de la población estaban por debajo del umbral de pobreza.